# 麻生自動車学校
麻生自動車学校（あさぶじどうしゃがっこう、英: Asabu Driving School）は北海道札幌市北区36条西5丁目1-1にある自動車教習所で、北海道公安委員会指定である。

## 取扱免許
- 普通自動車（AT・MT）
- 限定自動二輪車（AT・MT）
- 中型自動二輪車（AT・MT）
- 大型自動二輪車（AT・MT）
- 大型特殊自動車

## 教習車両
- 普通自動車  - ホンダ/グレイス、シャトルハイブリッド他
- 限定自動二輪車 - ホンダ/CB125他
- 中型自動二輪車 - ホンダ/CB400他
- 大型自動二輪車 - ホンダNC750他
- 大型特殊自動車 - ユニキャリア/ホイールローダー

## 交通機関
- 札幌市営地下鉄南北線
  - 麻生駅から徒歩3分。
  - 北34条駅から徒歩5分。

- 路線バス
  - 麻生バスターミナルから徒歩3分。
  - 北34条バスターミナルから徒歩5分。
  - 地下鉄麻生駅停留所から徒歩5分。

- 学園都市線
  - 新琴似駅から徒歩13分。